# Hörnum
Hörnum (Deens:Hørnum, Noord-Fries: Hörnem) is een gemeente op het eiland Sylt in de Duitse deelstaat Sleeswijk-Holstein. De gemeente maakt deel uit van de Kreis Noord-Friesland.
Hörnum (Sylt) telt 917 inwoners.
Hörnum is het meest zuidelijk gelegen dorp op Sylt. Het duingebied Hörnum Odde  maakt deel uit van de gemeente.

## Geschiedenis
Hörnum werd als Hornum in 1649 voor het eerst in een document vermeld; het vissersdorp bestond echter vermoedelijk al sinds het eind van de 15e eeuw.
In de begintijd hadden de Hörnumers last van zowel stormvloeden als van stuifduinen, die permanente bewoning erg bemoeilijkten. Eind 18e eeuw ging men, evenals ook elders aan de Noordzeekust, over tot het aanplanten van helmgras om zandverstuivingen te beperken. 
Permanent gebruik van het gebied voor o.a. bewoning en infrastructuur begon eerst rond 1900. Er werd een haven aangelegd en een spoorverbinding met de rest van Sylt, de Inselbahn (in 1970 verwijderd en door een fietspad vervangen). Vanaf 1901 exploiteerde de HAPAG hier een veerbootverbinding met o.a. Cuxhaven en Hamburg. In 1906 werd een watertoren gebouwd (die in 1967 weer werd gesloopt), en in 1907 een vuurtoren.
Sylt werd door het Duitse Keizerrijk en later Nazi-Duitsland als van militair-strategische betekenis beschouwd. Al vóór de Eerste Wereldoorlog verrezen er bunkers en wachtgebouwen; in 1935 werd er de Pidder-Lüng-kazerne en een militair vliegveld (Fliegerhorst) gebouwd. Voor de talrijke hier gestationeerde militairen werd een militair woondorp gebouwd, bestaande uit een wijk met rode, en een wijk met wit gepleisterde huizen, alle met een tuintje eromheen. Dit is overigens, o.a. door het verloop van de Tweede Wereldoorlog, nooit helemaal afgebouwd. In die oorlog bleef Hörnum voor oorlogsschade gespaard. In 1947 werden er tijdelijk Heimatvertriebene, onder wie evacué's van Helgoland, ondergebracht.
In 1950 begon de moderne toeristische ontwikkeling tot badplaats aan de Noordzee. In 1960 werd Hörnum uitgebreid met een nieuwe wijk, waarbij teruggegrepen werd op het verleden: de huizen in de wijk Kersigsiedlung, in de duinen, kregen rieten daken. In 1994 werd de kazerne gesloopt om in 2003 plaats te maken voor een luxe hotel en een golfbaan. Van 1962 tot 2008 was er een kleine, aan  Sint-Jozef gewijde, rooms-katholieke kerk. Deze is daarna in gebruik genomen door de natuurbeschermingsorganisatie Schutzstation Wattenmeer, die er een expositie- en voorlichtingscentrum heeft ingericht.
Bij Hörnum ligt het sterk door kustafslag bedreigde schiereiland Hörnumer Odde, de zuidpunt van Sylt. Dit strand-, duin- en kweldergebied zal, naar wordt gevreesd, vóór 2040 door de zeespiegelstijging en toekomstige stormen geheel in zee verdwijnen.

## Toeristische bezienswaardigheden
Hörnum is een badplaats met de nadruk op strandtoerisme. Er is een aantal aanvullende faciliteiten aanwezig, vooral gericht op bezoekers met een bovengemiddeld vakantiebudget. Daaronder zijn enkele na 2000 gebouwde hotels in de duurdere prijsklasse, een golfbaan, restaurants, voorzieningen voor wellness en dergelijke.
Arche Wattenmeer is een tentoonstelling over de natuur, ecologie en de toekomst van het Waddenzeegebied, te zien in het expositie- en voorlichtingscentrum in de voormalige Sint-Jozefkerk.
Tot de grootste toeristische evenementen te Hörnum behoort een jaarlijks havenfeest met een grote vuurwerkshow, in het eerste weekend van de maand augustus.

## Sage van Pidder Lüng
De schrijver en dichter Detlev von Liliencron schreef in 1892 een in Hörnum gesitueerde ballade met de titel Pidder Lüng, grofweg gebaseerd op de volgende sage:
Er was eens, omstreeks 1500, in Hörnum een visser, die Pidder Lüng heette. Hij was een vrijheidslievende Fries. Met een groep kameraden bevocht hij, ook bekostigd door zeeroverij, de algemene vrijheden tegen de onderdrukkende Sleeswijkse, indirect Deense, overheid. Toen hij in zijn vissershut ongewenst bezoek kreeg van de adellijke ambtenaar Henning Podwisch uit Töndern, die, in gezelschap van enkele gewapende dienaren,  belastingen kwam innen, escaleerde de zaak. Pidder Lüng weigerde de belastingbetaling en beet Podwisch het volgende rijm toe:

Frii es de Fiskfang,/ frii es de Jaght,/ frii es de Strönthgang,/ frii es de Naght,/ frii es de See, de wilde See/ en de Hornemmer Rhee.
Lewwer duad üs Slaav!
In het Duits:  

Frei ist der Fischfang/ frei ist die Jagd,/ frei ist der Strandgang,/ frei ist die Nacht,/ frei ist die See, die wilde See/ und die Hörnumer Reede.
Lieber tot als Sklave!.

Als reactie op deze afwijzing spuugde de Deense belastinggaarder in de pot boerenkool, die in de kookpot van de familie Lüng boven het haardvuur stond te sudderen. Pidder werd zó woedend, dat hij Von Pogwisch met zijn hoofd in de gloeiend hete boerenkool duwde, totdat die dood was. Daarop werd Pidder Lüng doodgestoken. De bezetter organiseerde daarop een wraakactie, en doodde vele Friese zeerovers of vrijheidsstrijders (al naargelang van de politieke opvattingen van de lezer/toehoorder).
Een historische kern van dit verhaal is, dat in 1479 of 1480 de Deense koning Christiaan I daadwerkelijk een bestuursambtenaar genaamd Henning Pogwisch uit zijn ambt heeft ontzet wegens mishandeling van de boerenbevolking en het ten onrechte heffen en innen van belastingen.
Het verhaal van Pidder Lüng paste goed in de patriottistische en nationalistische trend van de 19e eeuw. Er zijn veel bewerkingen van dit thema geschreven. In sommige is ook materiaal verwerkt uit het verhaal rond de Westerlauwers Friese volksheld Grutte Pier. Dat geldt ook voor de omstreeks 1858 verschenen versie van de hand van de plaatselijke schrijver en onderwijzer Christian Peter Hansen (1808-1879). Nog in 1978 verwerkte de Duitse rock- en folkmuzikant Achim Reichel het gedicht van Liliencron in één van zijn nummers op de elpee Regenballade.
Vanwege het nationalistische karakter van de sage was deze zeer populair ten tijde van Adolf Hitlers Derde Rijk. Het gedicht werd voorgedragen om defaitisme tijdens de Tweede Wereldoorlog af te keuren en om tot de uiterste strijdlust op te roepen.
Naar Pidder Lüng zijn nog tot 1972 schepen vernoemd. Ook een grote reddingboot van de Duitse reddingsdienst DGzRS, die in 2008 in gebruik werd genomen, draagt deze naam.

## Afbeeldingen

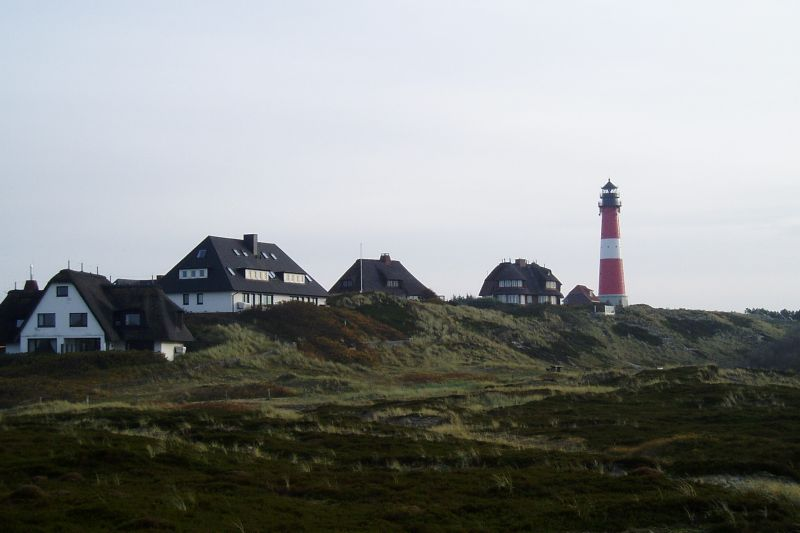
Gezicht op Hörnum met zijn vuurtoren
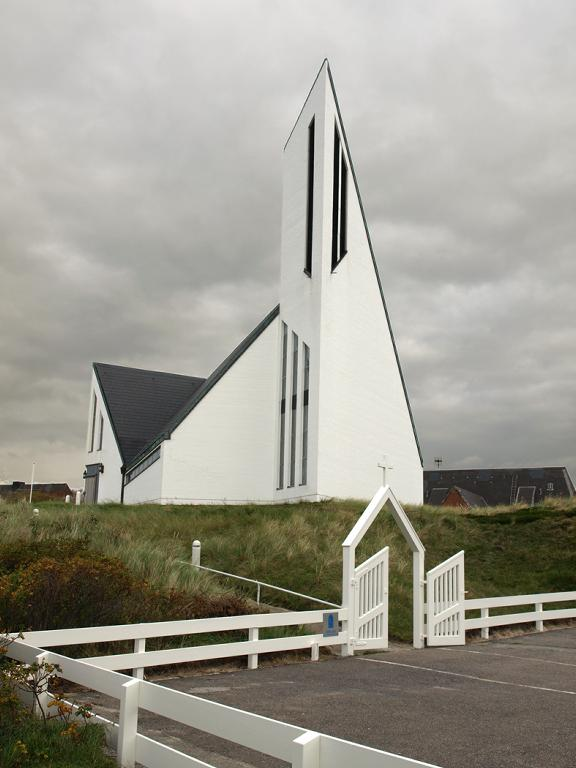
Evang.-lutherse Sint-Thomaskerk te Hörnum (1970)
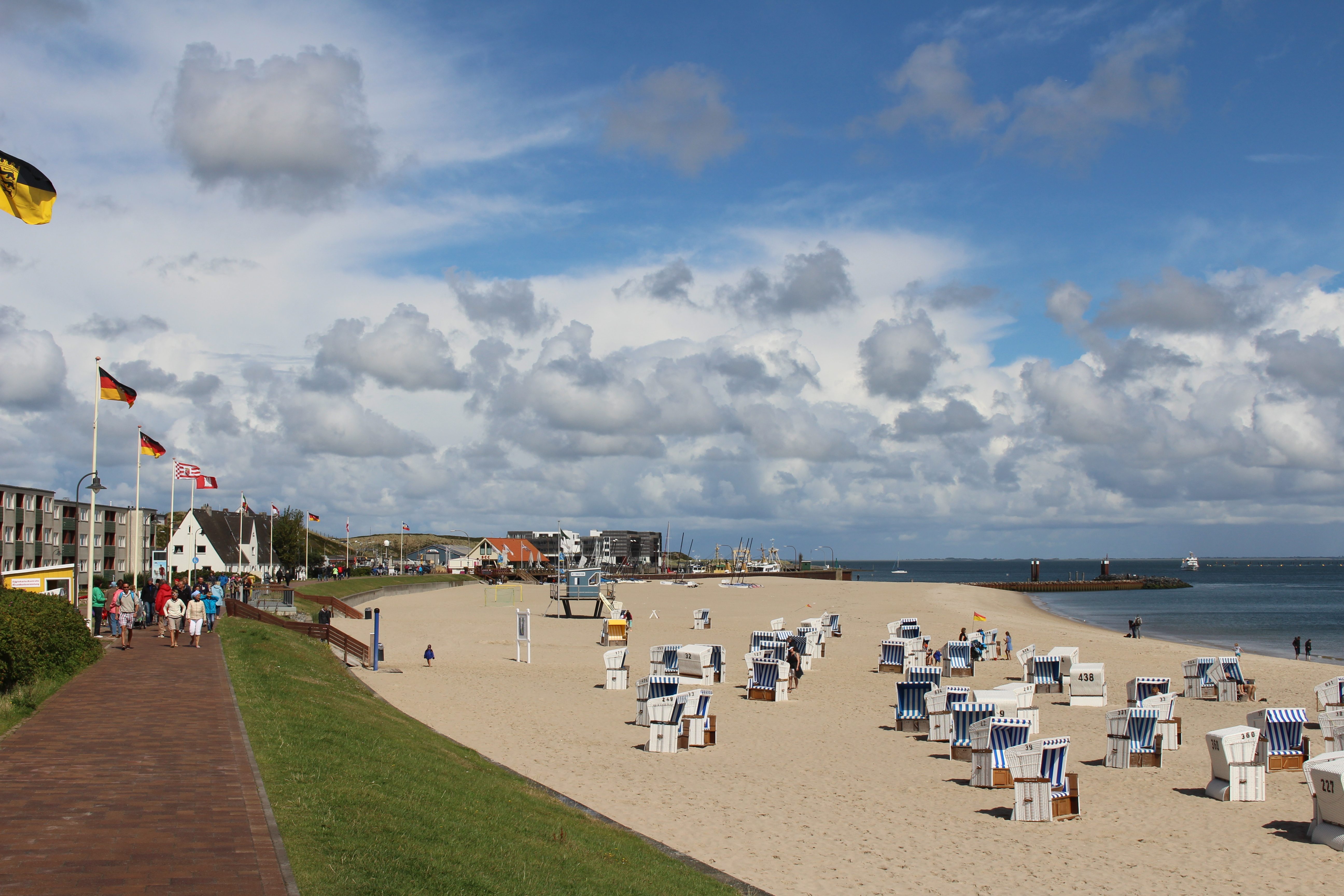
Oostelijke strandpromenade
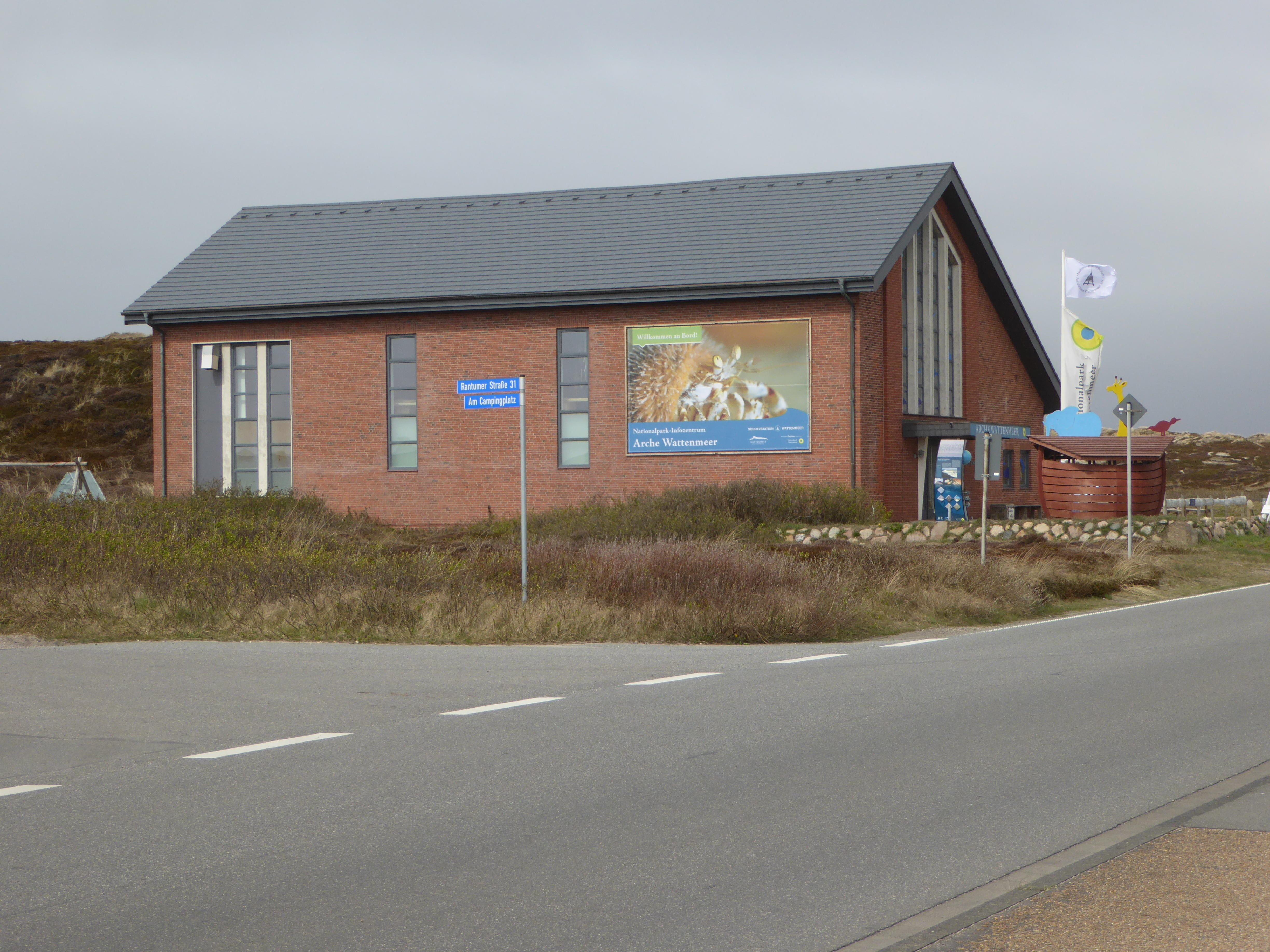
Voorlichtingscentrum over de Waddenzee, Hörnum
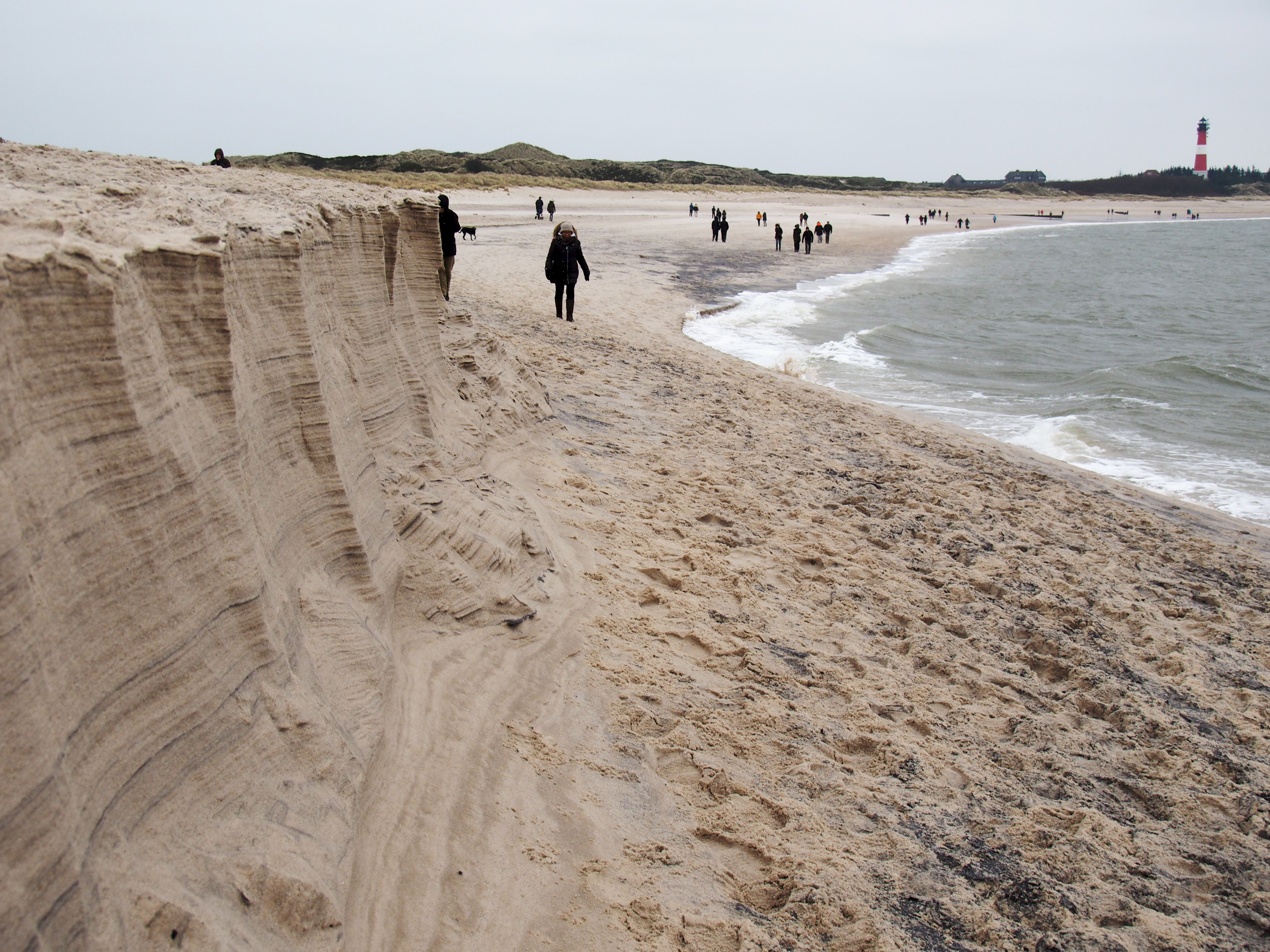
Kustafslag bij Hörnum (2015)